# Campeonato Ecuatoriano de Fútbol Serie B 2017
El Campeonato Ecuatoriano de Fútbol Serie B 2017, cuyo nombre comercial fue «Copa Banco del Pacífico Serie B 2017», fue la cuadragésima (40.ª) edición de la Serie B del fútbol profesional ecuatoriano. Este torneo local de nivel nacional consistió de un sistema de 2 etapas. La primera y segunda etapa se desarrollaron con un sistema de todos contra todos. Los dos equipos que terminaron primeros en la tabla acumulada ascendieron a la Serie A de la siguiente temporada. Comenzó a disputarse el 3 de marzo y finalizó el 29 de noviembre.

## Sistema de juego
El Campeonato Ecuatoriano de la Serie B 2017 se jugó en dos etapas.
El Campeonato Ecuatoriano de la Serie B 2017, según lo establecido, fue jugado por 12 equipos que se disputaron el ascenso en dos etapas. En total se jugaron 44 fechas que iniciaron el 3 de marzo.
La primera etapa se jugó todos contra todos (22 fechas).
La segunda etapa se jugó de igual manera que la primera todos contra todos (22 fechas).
Concluidas las 44 fechas del torneo los 2 primeros de la Tabla General ascendieron a la Serie A de 2018. El primero de la Tabla General fue proclamado el campeón y jugó contra el octavo de la tabla acumulada del Campeonato Ecuatoriano de Fútbol 2017 para definir al equipo que fue Ecuador 4 en la Copa Sudamericana 2018; el segundo mejor ubicado fue declarado Subcampeón.
El descenso fue para los dos últimos equipos con puntaje negativo en la Tabla Acumulada al concluirse las 44 fechas, perdieron la categoría y disputaron la Segunda Categoría en la temporada 2018.

## Relevo anual de clubes
| Pos  | Descendidos de la Serie A |
| ---- | ------------------------- |
| 11.º | Aucas                     |
| 12.º | Mushuc Runa               |

| Pos | Ascendidos de la Serie B |
| --- | ------------------------ |
| 1.º | Macará                   |
| 2.º | Clan Juvenil             |

| Pos  | Descendidos de la Serie B |
| ---- | ------------------------- |
| 11.º | Espoli                    |
| 12.º | Deportivo Quito           |

| Pos | Ascendidos de la Segunda Categoría |
| --- | ---------------------------------- |
| 1.º | América de Quito                   |
| 2.º | Santa Rita                         |

## Equipos participantes
Los estadios para la temporada 2017, página oficial FEF.
| Nombre del club       | Ciudad     | Provincia  | Entrenador          | Estadio              | Capacidad | Marca        | Patrocinador                                               |
| --------------------- | ---------- | ---------- | ------------------- | -------------------- | --------- | ------------ | ---------------------------------------------------------- |
| América de Quito      | Quito      | Pichincha  | Francisco Correa    | Olímpico Atahualpa   | 35.258    | Astro        | Sin patrocinador                                           |
| Aucas                 | Quito      | Pichincha  | Darío Tempesta      | Gonzalo Pozo Ripalda | 18.799    | Lotto        | Yelou Corporación Nacional de Telecomunicaciones           |
| Colón                 | Santa Ana  | Manabí     | Paúl Alarcón        | Baltazar Guevara     | 3.000     | Cóndor Sport | Aquaher S.A.                                               |
| Gualaceo              | Gualaceo   | Azuay      | Fabián Frías        | Gerardo León Pozo    | 3.171     | Bow Sport    | GAD Municipal del Cantón Gualaceo                          |
| Imbabura              | Ibarra     | Imbabura   | Marco Andrade (i)   | Olímpico (Ibarra)    | 18.600    | Spill        | Fábrica Gardenia                                           |
| Liga de Loja          | Loja       | Loja       | Geovanny Cumbicus   | Reina del Cisne      | 13.359    | Boman        | Corporación Nacional de Telecomunicaciones                 |
| Liga de Portoviejo    | Portoviejo | Manabí     | Oswaldo Morelli     | Reales Tamarindos    | 18.000    | Spric        | Carli Snacks                                               |
| Manta                 | Manta      | Manabí     | Rolando Azás        | Jocay                | 18.125    | Axel         | Atún Isabel                                                |
| Mushuc Runa           | Ambato     | Tungurahua | Héctor Chacha (i)   | Bellavista           | 16.467    | Elohim       | Cooperativa Mushuc Runa                                    |
| Olmedo                | Riobamba   | Chimborazo | Omar Ledesma        | Olímpico (Riobamba)  | 20.000    | Boman        | Sin patrocinador                                           |
| Santa Rita            | Vinces     | Los Ríos   | Ricardo Merchancano | 14 de Junio          | 3.000     | Sin Marca    | GAD Provincial de Los Ríos GAD Municipal del Cantón Vinces |
| Técnico Universitario | Ambato     | Tungurahua | Patricio Hurtado    | Bellavista           | 16.467    | Boman        | Cooperativa San Francisco Ltda.                            |

## Equipos por ubicación geográfica
| Provincia  | N.º | Equipos                               |
| ---------- | --- | ------------------------------------- |
| Manabí     | 3   | - Colón - Liga de Portoviejo - Manta  |
| Pichincha  | 2   | - América de Quito - Aucas            |
| Tungurahua | 2   | - Mushuc Runa - Técnico Universitario |
| Azuay      | 1   | - Gualaceo                            |
| Chimborazo | 1   | - Olmedo                              |
| Imbabura   | 1   | - Imbabura                            |
| Loja       | 1   | - Liga de Loja                        |
| Los Ríos   | 1   | - Santa Rita                          |

| Manta Colón Liga de Portoviejo Mushuc Runa Aucas América de Quito Olmedo Imbabura Liga de Loja Gualaceo Técnico Universitario Santa Rita |

## Cambio de entrenadores
| Equipo             | Pos. | Entrenador Saliente | Último partido                    | Fecha | Entrenador Sucesor | Fecha debut | Ref           |
| ------------------ | ---- | ------------------- | --------------------------------- | ----- | ------------------ | ----------- | ------------- |
| Imbabura           | 11   | Luis Fernando Mora  | Imbabura 0 : 1 Gualaceo           | 2.°   | Wilson Armas       | 6.°         | [ 3 ] [ 4 ]   |
| Aucas              | 10   | Armando Osma        | Olmedo 3 : 0 Aucas                | 4.°   | Darío Tempesta     | 7.°         | [ 5 ] [ 6 ]   |
| Manta              | 12   | Jorge Alfonso       | Manta 1 : 2 Olmedo                | 8.°   | Janio Pinto        | 11.°        | [ 7 ] [ 8 ]   |
| Mushuc Runa        | 5    | Luis Espinel        | Mushuc Runa 1 : 2 Liga de Loja    | 16.°  | Juan Carlos Garay  | 18.°        | [ 9 ] [ 10 ]  |
| Colón              | 9    | Fabián Frías        | América de Quito 2 : 0 Colón      | 19.°  | Paúl Alarcón       | 21.°        | [ 11 ]        |
| Imbabura           | 11   | Wilson Armas        | Liga de Portoviejo 0 : 0 Imbabura | 19.°  | Luis Espinel       | 20.°        | [ 12 ]        |
| Gualaceo           | 6    | Pablo Bravo         | Gualaceo 2 : 1 Imbabura           | 21.°  | Fabián Frías       | 23.°        | [ 13 ] [ 14 ] |
| Manta              | 12   | Janio Pinto         | Manta 0 : 1 Santa Rita            | 22.°  | Rolando Azás       | 24.°        | [ 15 ]        |
| Olmedo             | 8    | Claudio Chacior     | América de Quito 2 : 0 Olmedo     | 25.°  | Omar Ledesma       | 28.°        | [ 16 ]        |
| Colón              | 11   | Paúl Alarcón        | Olmedo 2 : 0 Colón                | 29.°  | Humberto Pizarro   | 30.°        | [ 17 ]        |
| Colón              | 11   | Humberto Pizarro    | Colón 1 : 1 Manta                 | 31.°  | Paúl Alarcón       | 34.°        |               |
| Imbabura           | 10   | Luis Espinel        | Manta 3 : 1 Imbabura              | 33.°  | Sixto Vizuete      | 36.°        | [ 18 ]        |
| Liga de Portoviejo | 6    | Fabián Bustos       | Aucas 4 : 0 Liga de Portoviejo    | 35.°  | Oswaldo Morelli    | 41.°        |               |
| Mushuc Runa        | 4    | Juan Carlos Garay   | Mushuc Runa 0 : 2 Santa Rita      | 40.°  | Héctor Chacha (i)  | 41.°        | [ 19 ] [ 20 ] |
| Imbabura           | 10   | Sixto Vizuete       | Imbabura 0 : 1 Liga de Loja       | 40.°  | Marco Andrade (i)  | 41.°        | [ 21 ]        |

## Primera etapa

### Clasificación
|     | Equipo                | PJ | PG | PE | PP | GF | GC | DG  | PTS |
| --- | --------------------- | -- | -- | -- | -- | -- | -- | --- | --- |
| 1.  | Técnico Universitario | 22 | 13 | 3  | 6  | 37 | 19 | +18 | 42  |
| 2.  | Santa Rita            | 22 | 12 | 4  | 6  | 25 | 18 | +7  | 40  |
| 3.  | Mushuc Runa           | 22 | 11 | 5  | 6  | 24 | 18 | +6  | 38  |
| 4.  | Liga de Loja          | 22 | 12 | 4  | 6  | 29 | 21 | +8  | 36  |
| 5.  | Liga de Portoviejo    | 22 | 9  | 6  | 7  | 20 | 16 | +4  | 33  |
| 6.  | Aucas                 | 22 | 10 | 3  | 9  | 34 | 31 | +3  | 33  |
| 7.  | Gualaceo              | 22 | 10 | 3  | 9  | 32 | 30 | +2  | 33  |
| 8.  | Olmedo                | 22 | 9  | 3  | 10 | 22 | 25 | −3  | 30  |
| 9.  | Colón                 | 22 | 6  | 8  | 8  | 21 | 21 | 0   | 26  |
| 10. | América de Quito      | 22 | 5  | 6  | 11 | 15 | 28 | −13 | 21  |
| 11. | Imbabura              | 22 | 4  | 8  | 10 | 17 | 26 | −9  | 20  |
| 12. | Manta                 | 22 | 3  | 3  | 16 | 21 | 44 | −23 | 12  |

### Evolución de la clasificación
| Equipo / Fecha        | 01 | 02 | 03 | 04 | 05 | 06 | 07 | 08 | 09 | 10 | 11 | 12 | 13 | 14 | 15 | 16 | 17 | 18 | 19 | 20 | 21 | 22 |
| --------------------- | -- | -- | -- | -- | -- | -- | -- | -- | -- | -- | -- | -- | -- | -- | -- | -- | -- | -- | -- | -- | -- | -- |
| Técnico Universitario | 9  | 4  | 2  | 5  | 3  | 4  | 3  | 5  | 3  | 5  | 4  | 3  | 3  | 2  | 1  | 1  | 1  | 1  | 1  | 1  | 1  | 1  |
| Santa Rita            | 1  | 5  | 6  | 8  | 6  | 8  | 9  | 7  | 8  | 7  | 8  | 5  | 5  | 4  | 6  | 8  | 5  | 3  | 2  | 3  | 2  | 2  |
| Mushuc Runa           | 4  | 9  | 7  | 3  | 7  | 3  | 5  | 3  | 5  | 4  | 3  | 2  | 2  | 5  | 5  | 5  | 7  | 7  | 6  | 4  | 4  | 3  |
| Liga de Loja          | 11 | 7  | 8  | 4  | 2  | 2  | 2  | 4  | 2  | 2  | 5  | 6  | 7  | 8  | 8  | 7  | 4  | 5  | 3  | 2  | 3  | 4  |
| Liga de Portoviejo    | 5  | 8  | 3  | 6  | 4  | 5  | 7  | 6  | 9  | 8  | 9  | 7  | 8  | 7  | 7  | 6  | 8  | 6  | 8  | 5  | 5  | 5  |
| Aucas                 | 2  | 6  | 9  | 10 | 9  | 9  | 6  | 8  | 6  | 9  | 6  | 8  | 6  | 6  | 4  | 4  | 6  | 8  | 5  | 7  | 7  | 6  |
| Gualaceo              | 7  | 3  | 4  | 2  | 5  | 7  | 4  | 2  | 4  | 3  | 2  | 1  | 1  | 1  | 3  | 2  | 2  | 2  | 4  | 6  | 6  | 7  |
| Olmedo                | 3  | 1  | 1  | 1  | 1  | 1  | 1  | 1  | 1  | 1  | 1  | 4  | 4  | 3  | 2  | 3  | 3  | 4  | 7  | 8  | 8  | 8  |
| Colón                 | 6  | 2  | 5  | 7  | 8  | 6  | 8  | 9  | 7  | 6  | 7  | 9  | 9  | 9  | 9  | 9  | 9  | 9  | 9  | 9  | 9  | 9  |
| América de Quito      | 8  | 12 | 12 | 12 | 11 | 11 | 11 | 11 | 11 | 11 | 11 | 11 | 11 | 11 | 11 | 11 | 11 | 11 | 10 | 10 | 10 | 10 |
| Imbabura              | 10 | 11 | 11 | 9  | 10 | 10 | 10 | 10 | 10 | 10 | 10 | 10 | 10 | 10 | 10 | 10 | 10 | 10 | 11 | 11 | 11 | 11 |
| Manta                 | 12 | 10 | 10 | 11 | 12 | 12 | 12 | 12 | 12 | 12 | 12 | 12 | 12 | 12 | 12 | 12 | 12 | 12 | 12 | 12 | 12 | 12 |

### Resultados
|  | Liga de Loja       | 0 - 1 Archivado el 7 de marzo de 2017 en Wayback Machine. | Olmedo                |  | Reina del Cisne    | 3 de marzo | 19:30 |          |
|  | Santa Rita         | 2 - 0 Archivado el 7 de marzo de 2017 en Wayback Machine. | Manta                 |  | 14 de Junio        | 4 de marzo | 15:00 | No tiene |
|  | Mushuc Runa        | 1 - 0 Archivado el 8 de marzo de 2017 en Wayback Machine. | Imbabura              |  | Bellavista         | 4 de marzo | 16:00 | No tiene |
|  | Liga de Portoviejo | 1 - 0 Archivado el 7 de marzo de 2017 en Wayback Machine. | Técnico Universitario |  | Reales Tamarindos  | 4 de marzo | 20:00 |          |
|  | América de Quito   | 1 - 2 Archivado el 8 de marzo de 2017 en Wayback Machine. | Aucas                 |  | Olímpico Atahualpa | 5 de marzo | 12:00 | No tiene |
|  | Gualaceo           | 3 - 3 Archivado el 7 de marzo de 2017 en Wayback Machine. | Colón                 |  | Gerardo León Pozo  | 5 de marzo | 16:00 | No tiene |

|  | Manta                 | 1 - 0 Archivado el 12 de marzo de 2017 en Wayback Machine. | Mushuc Runa        |  | Jocay                | 11 de marzo | 12:00 | No tiene |
|  | Colón                 | 1 - 0 Archivado el 14 de marzo de 2017 en Wayback Machine. | Santa Rita         |  | Reales Tamarindos    | 11 de marzo | 16:00 | No tiene |
|  | Técnico Universitario | 3 - 0 Archivado el 12 de marzo de 2017 en Wayback Machine. | América de Quito   |  | Bellavista           | 11 de marzo | 16:00 |          |
|  | Imbabura              | 0 - 1 Archivado el 14 de marzo de 2017 en Wayback Machine. | Gualaceo           |  | Olímpico (Ibarra)    | 11 de marzo | 16:00 | No tiene |
|  | Aucas                 | 0 - 1 Archivado el 13 de marzo de 2017 en Wayback Machine. | Liga de Loja       |  | Gonzalo Pozo Ripalda | 12 de marzo | 12:00 |          |
|  | Olmedo                | 1 - 0 Archivado el 13 de marzo de 2017 en Wayback Machine. | Liga de Portoviejo |  | Olímpico (Riobamba)  | 12 de marzo | 12:00 | No tiene |

|  | América de Quito   | 0 - 3 Archivado el 18 de marzo de 2017 en Wayback Machine. | Olmedo                |  | Olímpico Atahualpa   | 17 de marzo | 17:00 | No tiene |
|  | Liga de Loja       | 0 - 0 Archivado el 20 de marzo de 2017 en Wayback Machine. | Colón                 |  | Reina del Cisne      | 17 de marzo | 19:30 | No tiene |
|  | Santa Rita         | 1 - 1 Archivado el 19 de marzo de 2017 en Wayback Machine. | Imbabura              |  | 14 de Junio          | 18 de marzo | 15:30 | No tiene |
|  | Mushuc Runa        | 2 - 2 Archivado el 19 de marzo de 2017 en Wayback Machine. | Gualaceo              |  | Bellavista           | 18 de marzo | 16:00 | No tiene |
|  | Liga de Portoviejo | 4 - 1 Archivado el 20 de marzo de 2017 en Wayback Machine. | Manta                 |  | Reales Tamarindos    | 18 de marzo | 20:00 |          |
|  | Aucas              | 1 - 2 Archivado el 20 de marzo de 2017 en Wayback Machine. | Técnico Universitario |  | Gonzalo Pozo Ripalda | 19 de marzo | 12:00 |          |

|  | Manta                 | 1 - 2 Archivado el 28 de marzo de 2017 en Wayback Machine. | Liga de Loja       |  | Jocay               | 25 de marzo | 12:00 |          |
|  | Técnico Universitario | 0 - 1 Archivado el 28 de marzo de 2017 en Wayback Machine. | Mushuc Runa        |  | Bellavista          | 25 de marzo | 16:00 |          |
|  | Colón                 | 0 - 0 Archivado el 27 de marzo de 2017 en Wayback Machine. | América de Quito   |  | Reales Tamarindos   | 25 de marzo | 16:00 | No tiene |
|  | Imbabura              | 1 - 0 Archivado el 27 de marzo de 2017 en Wayback Machine. | Liga de Portoviejo |  | Olímpico (Ibarra)   | 25 de marzo | 16:00 | No tiene |
|  | Olmedo                | 3 - 0 Archivado el 28 de marzo de 2017 en Wayback Machine. | Aucas              |  | Olímpico (Riobamba) | 26 de marzo | 12:00 | No tiene |
|  | Gualaceo              | 2 - 1 Archivado el 28 de marzo de 2017 en Wayback Machine. | Santa Rita         |  | Gerardo León Pozo   | 26 de marzo | 16:00 | No tiene |

|  | América de Quito      | 3 - 2 Archivado el 2 de abril de 2017 en Wayback Machine. | Manta       |  | Olímpico Atahualpa   | 31 de marzo | 12:00 | No tiene |
|  | Santa Rita            | 1 - 0 Archivado el 2 de abril de 2017 en Wayback Machine. | Mushuc Runa |  | 14 de Junio          | 31 de marzo | 16:00 | No tiene |
|  | Técnico Universitario | 2 - 0 Archivado el 2 de abril de 2017 en Wayback Machine. | Olmedo      |  | Bellavista           | 31 de marzo | 16:00 |          |
|  | Aucas                 | 2 - 0 Archivado el 2 de abril de 2017 en Wayback Machine. | Colón       |  | Gonzalo Pozo Ripalda | 31 de marzo | 19:00 |          |
|  | Liga de Loja          | 1 - 0 Archivado el 2 de abril de 2017 en Wayback Machine. | Imbabura    |  | Reina del Cisne      | 31 de marzo | 19:30 | No tiene |
|  | Liga de Portoviejo    | 1 - 0 Archivado el 2 de abril de 2017 en Wayback Machine. | Gualaceo    |  | Reales Tamarindos    | 31 de marzo | 20:00 | No tiene |

|  | Mushuc Runa | 2 - 1 Archivado el 10 de abril de 2017 en Wayback Machine. | Liga de Portoviejo    |  | Bellavista          | 8 de abril | 12:00 |          |
|  | Colón       | 3 - 2 Archivado el 10 de abril de 2017 en Wayback Machine. | Técnico Universitario |  | Baltazar Guevara    | 8 de abril | 15:00 | No Tiene |
|  | Manta       | 1 - 1 Archivado el 10 de abril de 2017 en Wayback Machine. | Aucas                 |  | Jocay               | 8 de abril | 16:00 | No Tiene |
|  | Olmedo      | 1 - 0 Archivado el 10 de abril de 2017 en Wayback Machine. | Santa Rita            |  | Olímpico (Riobamba) | 8 de abril | 16:00 | No Tiene |
|  | Imbabura    | 1 - 1 Archivado el 10 de abril de 2017 en Wayback Machine. | América de Quito      |  | Olímpico (Ibarra)   | 8 de abril | 16:00 | No Tiene |
|  | Gualaceo    | 0 - 1 Archivado el 10 de abril de 2017 en Wayback Machine. | Liga de Loja          |  | Gerardo León Pozo   | 8 de abril | 16:00 | No Tiene |

|  | América de Quito      | 0 - 2 Archivado el 13 de abril de 2017 en Wayback Machine. | Gualaceo    |  | Olímpico Atahualpa   | 12 de abril | 12:00 | No tiene |
|  | Técnico Universitario | 3 - 2 Archivado el 13 de abril de 2017 en Wayback Machine. | Manta       |  | Bellavista           | 12 de abril | 16:00 |          |
|  | Olmedo                | 2 - 0 Archivado el 13 de abril de 2017 en Wayback Machine. | Colón       |  | Olímpico (Riobamba)  | 12 de abril | 16:00 |          |
|  | Aucas                 | 4 - 0 Archivado el 13 de abril de 2017 en Wayback Machine. | Imbabura    |  | Gonzalo Pozo Ripalda | 12 de abril | 19:00 |          |
|  | Liga de Loja          | 1 - 1 Archivado el 14 de abril de 2017 en Wayback Machine. | Mushuc Runa |  | Reina del Cisne      | 12 de abril | 19:30 | No tiene |
|  | Liga de Portoviejo    | 0 - 0 Archivado el 14 de abril de 2017 en Wayback Machine. | Santa Rita  |  | Reales Tamarindos    | 12 de abril | 20:00 | No tiene |

|  | Mushuc Runa | 3 - 1 Archivado el 17 de abril de 2017 en Wayback Machine. | América de Quito      |  | Bellavista        | 15 de abril | 16:00 | No tiene |
|  | Santa Rita  | 1 - 0 Archivado el 17 de abril de 2017 en Wayback Machine. | Liga de Loja          |  | 14 de Junio       | 15 de abril | 16:00 | No tiene |
|  | Imbabura    | 0 - 0 Archivado el 17 de abril de 2017 en Wayback Machine. | Técnico Universitario |  | Olímpico (Ibarra) | 15 de abril | 16:00 |          |
|  | Colón       | 1 - 1 Archivado el 17 de abril de 2017 en Wayback Machine. | Liga de Portoviejo    |  | Baltazar Guevara  | 16 de abril | 15:00 | No tiene |
|  | Manta       | 1 - 2 Archivado el 17 de abril de 2017 en Wayback Machine. | Olmedo                |  | Jocay             | 16 de abril | 16:00 | No tiene |
|  | Gualaceo    | 1 - 0 Archivado el 17 de abril de 2017 en Wayback Machine. | Aucas                 |  | Gerardo León Pozo | 16 de abril | 16:00 | No tiene |

|  | Liga de Loja          | 2 - 0 Archivado el 24 de abril de 2017 en Wayback Machine. | Liga de Portoviejo |  | Reina del Cisne      | 21 de abril | 19:30 |          |
|  | Colón                 | 3 - 1 Archivado el 24 de abril de 2017 en Wayback Machine. | Manta              |  | Baltazar Guevara     | 22 de abril | 15:00 | No tiene |
|  | Técnico Universitario | 3 - 0 Archivado el 24 de abril de 2017 en Wayback Machine. | Gualaceo           |  | Bellavista           | 22 de abril | 16:00 | No tiene |
|  | América de Quito      | 1 - 1 Archivado el 24 de abril de 2017 en Wayback Machine. | Santa Rita         |  | Olímpico Atahualpa   | 23 de abril | 09:30 | No tiene |
|  | Aucas                 | 4 - 1 Archivado el 24 de abril de 2017 en Wayback Machine. | Mushuc Runa        |  | Gonzalo Pozo Ripalda | 23 de abril | 12:00 | No tiene |
|  | Olmedo                | 0 - 3 Archivado el 24 de abril de 2017 en Wayback Machine. | Imbabura           |  | Olímpico (Riobamba)  | 23 de abril | 12:00 |          |

|  | Liga de Loja       | 0 - 0 Archivado el 9 de mayo de 2017 en Wayback Machine. | América de Quito      |  | Reina del Cisne   | 28 de abril | 19:30 | No tiene |
|  | Santa Rita         | 1 - 0 Archivado el 9 de mayo de 2017 en Wayback Machine. | Técnico Universitario |  | 14 de Junio       | 29 de abril | 16:00 | No tiene |
|  | Imbabura           | 0 - 1 Archivado el 9 de mayo de 2017 en Wayback Machine. | Colón                 |  | Olímpico (Ibarra) | 29 de abril | 16:00 | No tiene |
|  | Mushuc Runa        | 3 - 1 Archivado el 8 de mayo de 2017 en Wayback Machine. | Olmedo                |  | Bellavista        | 29 de abril | 16:00 |          |
|  | Liga de Portoviejo | 2 - 0 Archivado el 9 de mayo de 2017 en Wayback Machine. | Aucas                 |  | Reales Tamarindos | 29 de abril | 20:00 |          |
|  | Gualaceo           | 3 - 0 Archivado el 9 de mayo de 2017 en Wayback Machine. | Manta                 |  | Gerardo León Pozo | 30 de abril | 16:00 | No tiene |

|  | América de Quito      | 1 - 0 Archivado el 10 de mayo de 2017 en Wayback Machine. | Liga de Portoviejo |  | Olímpico Atahualpa   | 6 de mayo | 09:30 | No tiene |
|  | Colón                 | 0 - 1 Archivado el 10 de mayo de 2017 en Wayback Machine. | Mushuc Runa        |  | Baltazar Guevara     | 6 de mayo | 15:00 | No tiene |
|  | Manta                 | 1 - 1 Archivado el 11 de mayo de 2017 en Wayback Machine. | Imbabura           |  | Jocay                | 6 de mayo | 16:00 | No tiene |
|  | Olmedo                | 2 - 4 Archivado el 10 de mayo de 2017 en Wayback Machine. | Gualaceo           |  | Olímpico (Riobamba)  | 6 de mayo | 16:00 | No tiene |
|  | Técnico Universitario | 3 - 0 Archivado el 11 de mayo de 2017 en Wayback Machine. | Liga de Loja       |  | Bellavista           | 6 de mayo | 16:00 | No tiene |
|  | Aucas                 | 3 - 1 Archivado el 10 de mayo de 2017 en Wayback Machine. | Santa Rita         |  | Gonzalo Pozo Ripalda | 7 de mayo | 12:00 |          |

|  | Mushuc Runa        | 1 - 0 Archivado el 15 de mayo de 2017 en Wayback Machine. | Colón                 |  | Bellavista        | 12 de mayo | 12:00 |          |
|  | Liga de Loja       | 2 - 4 Archivado el 15 de mayo de 2017 en Wayback Machine. | Técnico Universitario |  | Reina del Cisne   | 12 de mayo | 19:30 | No tiene |
|  | Santa Rita         | 1 - 0 Archivado el 19 de mayo de 2017 en Wayback Machine. | Aucas                 |  | 14 de Junio       | 13 de mayo | 16:00 |          |
|  | Imbabura           | 1 - 0 Archivado el 19 de mayo de 2017 en Wayback Machine. | Manta                 |  | Olímpico (Ibarra) | 13 de mayo | 16:00 | No tiene |
|  | Liga de Portoviejo | 1 - 0 Archivado el 19 de mayo de 2017 en Wayback Machine. | América de Quito      |  | Reales Tamarindos | 13 de mayo | 20:00 | No tiene |
|  | Gualaceo           | 2 - 1 Archivado el 17 de mayo de 2017 en Wayback Machine. | Olmedo                |  | Gerardo León Pozo | 14 de mayo | 16:00 | No tiene |

|  | Colón                 | 1 - 1 Archivado el 26 de mayo de 2017 en Wayback Machine. | Imbabura           |  | Baltazar Guevara     | 20 de mayo | 14:30 |          |
|  | Manta                 | 2 - 3 Archivado el 26 de mayo de 2017 en Wayback Machine. | Gualaceo           |  | Jocay                | 20 de mayo | 16:00 | No tiene |
|  | América de Quito      | 1 - 0 Archivado el 26 de mayo de 2017 en Wayback Machine. | Liga de Loja       |  | Olímpico Atahualpa   | 21 de mayo | 09:30 |          |
|  | Aucas                 | 2 - 0 Archivado el 26 de mayo de 2017 en Wayback Machine. | Liga de Portoviejo |  | Gonzalo Pozo Ripalda | 21 de mayo | 12:00 | No tiene |
|  | Técnico Universitario | 2 - 3 Archivado el 26 de mayo de 2017 en Wayback Machine. | Santa Rita         |  | Bellavista           | 21 de mayo | 12:00 | No tiene |
|  | Olmedo                | 0 - 0 Archivado el 26 de mayo de 2017 en Wayback Machine. | Mushuc Runa        |  | Olímpico (Riobamba)  | 21 de mayo | 12:00 | No tiene |

|  | Mushuc Runa        | 0 - 1 Archivado el 30 de mayo de 2017 en Wayback Machine. | Aucas                 |  | Bellavista        | 27 de mayo | 16:00 |          |
|  | Manta              | 1 - 0 Archivado el 30 de mayo de 2017 en Wayback Machine. | Colón                 |  | Jocay             | 27 de mayo | 16:00 | No tiene |
|  | Imbabura           | 0 - 1 Archivado el 30 de mayo de 2017 en Wayback Machine. | Olmedo                |  | Olímpico (Ibarra) | 27 de mayo | 16:00 | No tiene |
|  | Liga de Portoviejo | 2 - 1 Archivado el 30 de mayo de 2017 en Wayback Machine. | Liga de Loja          |  | Reales Tamarindos | 27 de mayo | 20:00 | No tiene |
|  | Santa Rita         | 2 - 0 Archivado el 30 de mayo de 2017 en Wayback Machine. | América de Quito      |  | 14 de Junio       | 28 de mayo | 14:00 | No tiene |
|  | Gualaceo           | 1 - 2 Archivado el 30 de mayo de 2017 en Wayback Machine. | Técnico Universitario |  | Gerardo León Pozo | 28 de mayo | 16:00 |          |

|  | Liga de Loja          | 3 - 0 Archivado el 7 de junio de 2017 en Wayback Machine.  | Santa Rita  |  | Reina del Cisne      | 2 de junio | 19:30 | No tiene |
|  | Aucas                 | 4 - 3 Archivado el 7 de junio de 2017 en Wayback Machine.  | Gualaceo    |  | Gonzalo Pozo Ripalda | 3 de junio | 12:00 |          |
|  | América de Quito      | 0 - 0 Archivado el 7 de junio de 2017 en Wayback Machine.  | Mushuc Runa |  | Olímpico Atahualpa   | 3 de junio | 13:30 | No tiene |
|  | Técnico Universitario | 4 - 1 Archivado el 7 de agosto de 2017 en Wayback Machine. | Imbabura    |  | Bellavista           | 3 de junio | 16:00 |          |
|  | Olmedo                | 2 - 0 Archivado el 7 de junio de 2017 en Wayback Machine.  | Manta       |  | Centenario           | 3 de junio | 16:00 | No tiene |
|  | Liga de Portoviejo    | 0 - 0 Archivado el 7 de junio de 2017 en Wayback Machine.  | Colón       |  | Reales Tamarindos    | 3 de junio | 20:00 | No tiene |

|  | Manta       | 1 - 2 Archivado el 13 de junio de 2017 en Wayback Machine. | Técnico Universitario |  | Jocay             | 7 de junio | 12:00 |          |
|  | Mushuc Runa | 1 - 2 Archivado el 11 de junio de 2017 en Wayback Machine. | Liga de Loja          |  | Bellavista        | 7 de junio | 12:00 | No tiene |
|  | Colón       | 0 - 0 Archivado el 11 de junio de 2017 en Wayback Machine. | Olmedo                |  | Baltazar Guevara  | 7 de junio | 16:00 | No tiene |
|  | Santa Rita  | 0 - 1 Archivado el 11 de junio de 2017 en Wayback Machine. | Liga de Portoviejo    |  | 14 de Junio       | 7 de junio | 16:00 | No tiene |
|  | Imbabura    | 3 - 1 Archivado el 11 de junio de 2017 en Wayback Machine. | Aucas                 |  | Olímpico (Ibarra) | 7 de junio | 16:00 | No tiene |
|  | Gualaceo    | 1 - 0 Archivado el 11 de junio de 2017 en Wayback Machine. | América de Quito      |  | Gerardo León Pozo | 7 de junio | 16:00 |          |

| Fecha 17 | Fecha 17              | Fecha 17                                                   | Fecha 17    | Fecha 17 | Fecha 17             | Fecha 17    | Fecha 17 | Fecha 17 | Fecha 17 |
|          | Local                 | Resultado                                                  | Visitante   |          | Estadio              | Fecha       | Hora     | TV       |          |
| -------- | --------------------- | ---------------------------------------------------------- | ----------- | -------- | -------------------- | ----------- | -------- | -------- | -------- |
|          | América de Quito      | 3 - 1 Archivado el 15 de junio de 2017 en Wayback Machine. | Imbabura    |          | Olímpico Atahualpa   | 10 de junio | 13:30    | No tiene |          |
|          | Santa Rita            | 3 - 1 Archivado el 15 de junio de 2017 en Wayback Machine. | Olmedo      |          | 14 de Junio          | 10 de junio | 15:30    |          |          |
|          | Liga de Loja          | 3 - 2 Archivado el 15 de junio de 2017 en Wayback Machine. | Gualaceo    |          | Reina del Cisne      | 11 de junio | 11:00    | No tiene |          |
|          | Aucas                 | 1 - 1 Archivado el 15 de junio de 2017 en Wayback Machine. | Manta       |          | Gonzalo Pozo Ripalda | 11 de junio | 12:00    | No tiene |          |
|          | Técnico Universitario | 0 - 0 Archivado el 15 de junio de 2017 en Wayback Machine. | Colón       |          | Bellavista           | 11 de junio | 12:00    |          |          |
|          | Liga de Portoviejo    | 1 - 1 Archivado el 15 de junio de 2017 en Wayback Machine. | Mushuc Runa |          | Reales Tamarindos    | 11 de junio | 15:00    | No tiene |          |

|  | Manta       | 2 - 1 Archivado el 21 de junio de 2017 en Wayback Machine. | América de Quito      |  | Jocay             | 17 de junio | 10:00 | No tiene |
|  | Mushuc Runa | 0 - 1 Archivado el 21 de junio de 2017 en Wayback Machine. | Santa Rita            |  | Bellavista        | 17 de junio | 12:00 | No tiene |
|  | Colón       | 5 - 0 Archivado el 23 de junio de 2017 en Wayback Machine. | Aucas                 |  | Baltazar Guevara  | 17 de junio | 15:00 |          |
|  | Imbabura    | 0 - 0 Archivado el 21 de junio de 2017 en Wayback Machine. | Liga de Loja          |  | Olímpico (Ibarra) | 17 de junio | 16:00 | No tiene |
|  | Olmedo      | 0 - 1 Archivado el 23 de junio de 2017 en Wayback Machine. | Técnico Universitario |  | Centenario        | 18 de junio | 12:00 | No tiene |
|  | Gualaceo    | 0 - 0 Archivado el 23 de junio de 2017 en Wayback Machine. | Liga de Portoviejo    |  | Gerardo León Pozo | 18 de junio | 16:00 |          |

|  | Liga de Loja       | 4 - 1 Archivado el 25 de junio de 2017 en Wayback Machine. | Manta                 |  | Reina del Cisne      | 23 de junio | 19:30 | No tiene |
|  | América de Quito   | 2 - 0 Archivado el 26 de junio de 2017 en Wayback Machine. | Colón                 |  | Olímpico Atahualpa   | 24 de junio | 09:30 |          |
|  | Santa Rita         | 2 - 0 Archivado el 26 de junio de 2017 en Wayback Machine. | Gualaceo              |  | 14 de Junio          | 24 de junio | 15:30 | No tiene |
|  | Mushuc Runa        | 1 - 0 Archivado el 26 de junio de 2017 en Wayback Machine. | Técnico Universitario |  | Bellavista           | 24 de junio | 16:00 |          |
|  | Liga de Portoviejo | 0 - 0 Archivado el 26 de junio de 2017 en Wayback Machine. | Imbabura              |  | Reales Tamarindos    | 24 de junio | 16:00 | No tiene |
|  | Aucas              | 3 - 1 Archivado el 28 de junio de 2017 en Wayback Machine. | Olmedo                |  | Gonzalo Pozo Ripalda | 25 de junio | 12:00 | No tiene |

|  | Manta                 | 2 - 3 Archivado el 5 de julio de 2017 en Wayback Machine. | Liga de Portoviejo |  | Jocay               | 1 de julio | 12:00 | No tiene |
|  | Imbabura              | 1 - 1 Archivado el 5 de julio de 2017 en Wayback Machine. | Santa Rita         |  | Olímpico (Ibarra)   | 1 de julio | 16:00 | No tiene |
|  | Colón                 | 1 - 2 Archivado el 5 de julio de 2017 en Wayback Machine. | Liga de Loja       |  | Baltazar Guevara    | 1 de julio | 16:00 |          |
|  | Técnico Universitario | 1 - 1 Archivado el 5 de julio de 2017 en Wayback Machine. | Aucas              |  | Bellavista          | 1 de julio | 16:00 |          |
|  | Olmedo                | 0 - 0 Archivado el 5 de julio de 2017 en Wayback Machine. | América de Quito   |  | Olímpico (Riobamba) | 2 de julio | 12:00 | No tiene |
|  | Gualaceo              | 0 - 1 Archivado el 5 de julio de 2017 en Wayback Machine. | Mushuc Runa        |  | Gerardo León Pozo   | 2 de julio | 16:00 | No tiene |

|  | Liga de Loja       | 3 - 2 Archivado el 9 de julio de 2017 en Wayback Machine.  | Aucas                 |  | Reina del Cisne    | 7 de julio | 19:30 | No tiene |
|  | Mushuc Runa        | 2 - 0 Archivado el 11 de julio de 2017 en Wayback Machine. | Manta                 |  | Bellavista         | 8 de julio | 12:00 |          |
|  | Santa Rita         | 2 - 1 Archivado el 11 de julio de 2017 en Wayback Machine. | Colón                 |  | 14 de Junio        | 8 de julio | 15:30 | No tiene |
|  | Liga de Portoviejo | 2 - 0 Archivado el 11 de julio de 2017 en Wayback Machine. | Olmedo                |  | Reales Tamarindos  | 8 de julio | 20:00 | No tiene |
|  | América de Quito   | 0 - 2 Archivado el 11 de julio de 2017 en Wayback Machine. | Técnico Universitario |  | Olímpico Atahualpa | 9 de julio | 14:30 |          |
|  | Gualaceo           | 2 - 1 Archivado el 11 de julio de 2017 en Wayback Machine. | Imbabura              |  | Gerardo León Pozo  | 9 de julio | 16:00 | No tiene |

|  | Manta                 | 0 - 1 Archivado el 17 de julio de 2017 en Wayback Machine. | Santa Rita         |  | Jocay                | 15 de julio | 16:00 |          |
|  | Técnico Universitario | 1 - 0 Archivado el 17 de julio de 2017 en Wayback Machine. | Liga de Portoviejo |  | Bellavista           | 15 de julio | 16:00 |          |
|  | Colón                 | 1 - 0 Archivado el 17 de julio de 2017 en Wayback Machine. | Gualaceo           |  | Baltazar Guevara     | 15 de julio | 16:00 | No tiene |
|  | Imbabura              | 1 - 2 Archivado el 17 de julio de 2017 en Wayback Machine. | Mushuc Runa        |  | Olímpico (Ibarra)    | 15 de julio | 16:00 | No tiene |
|  | Olmedo                | 0 - 1 Archivado el 17 de julio de 2017 en Wayback Machine. | Liga de Loja       |  | Olímpico (Riobamba)  | 15 de julio | 16:00 | No tiene |
|  | Aucas                 | 2 - 0 Archivado el 18 de julio de 2017 en Wayback Machine. | América de Quito   |  | Gonzalo Pozo Ripalda | 16 de julio | 12:00 | No tiene |

### Asistencia por equipos
La tabla siguiente muestra la cantidad de espectadores de local que acumuló cada equipo en sus respectivos partidos. Se asigna en su totalidad el mismo número a ambos protagonistas de un juego. Las estadísticas se toman de las taquillas oficiales entregadas por FEF.
| Pos | Equipo                | Asist  | PJ | Prom |
| --- | --------------------- | ------ | -- | ---- |
| 1   | Liga de Loja          | 22 034 | 11 | 2003 |
| 2   | Aucas                 | 21 870 | 11 | 1988 |
| 3   | Técnico Universitario | 14 796 | 11 | 1345 |
| 4   | Santa Rita            | 12 945 | 11 | 1176 |
| 5   | Olmedo                | 11 185 | 10 | 1118 |
| 6   | Liga de Portoviejo    | 10 788 | 11 | 980  |
| 7   | América de Quito      | 7383   | 4  | 1845 |
| 8   | Gualaceo              | 7374   | 11 | 670  |
| 9   | Mushuc Runa           | 5474   | 9  | 608  |
| 10  | Colón                 | 4248   | 11 | 386  |
| 11  | Imbabura              | 2389   | 11 | 217  |
| 12  | Manta                 | 1237   | 11 | 112  |

 Pos.=Posición; Asist.=Asistentes; P.J.=Partidos jugados.

## Segunda etapa

### Clasificación
|     | Equipo                | PJ | PG | PE | PP | GF | GC | DG  | PTS |
| --- | --------------------- | -- | -- | -- | -- | -- | -- | --- | --- |
| 1.  | Aucas                 | 22 | 13 | 6  | 3  | 33 | 19 | +14 | 45  |
| 2.  | Olmedo                | 22 | 13 | 2  | 7  | 31 | 22 | +9  | 40  |
| 3.  | Técnico Universitario | 22 | 11 | 4  | 7  | 32 | 26 | +6  | 37  |
| 4.  | Manta                 | 22 | 10 | 5  | 7  | 27 | 18 | +9  | 35  |
| 5.  | América de Quito      | 22 | 8  | 7  | 7  | 28 | 22 | +6  | 31  |
| 6.  | Liga de Portoviejo    | 22 | 8  | 7  | 7  | 25 | 29 | −4  | 31  |
| 7.  | Santa Rita            | 22 | 6  | 12 | 4  | 22 | 17 | +5  | 30  |
| 8.  | Gualaceo              | 22 | 7  | 8  | 7  | 19 | 20 | −1  | 29  |
| 9.  | Imbabura              | 22 | 7  | 6  | 9  | 23 | 29 | −6  | 27  |
| 10. | Mushuc Runa           | 22 | 6  | 7  | 9  | 23 | 29 | −6  | 25  |
| 11. | Liga de Loja          | 22 | 6  | 3  | 13 | 24 | 30 | −6  | 21  |
| 12. | Colón                 | 22 | 0  | 7  | 15 | 11 | 36 | −25 | 7   |

### Evolución de la clasificación
| Equipo / Fecha        | 01 | 02 | 03 | 04 | 05 | 06 | 07 | 08 | 09 | 10 | 11 | 12 | 13 | 14 | 15 | 16 | 17 | 18 | 19 | 20 | 21 | 22 |
| --------------------- | -- | -- | -- | -- | -- | -- | -- | -- | -- | -- | -- | -- | -- | -- | -- | -- | -- | -- | -- | -- | -- | -- |
| Aucas                 | 1  | 2  | 4  | 2  | 1  | 2  | 4  | 4  | 1  | 1  | 3  | 3  | 3  | 1  | 1  | 1  | 1  | 1  | 1  | 1  | 1  | 1  |
| Olmedo                | 8  | 9  | 11 | 12 | 11 | 9  | 9  | 9  | 9  | 8  | 8  | 8  | 4  | 4  | 3  | 2  | 3  | 2  | 3  | 2  | 2  | 2  |
| Técnico Universitario | 10 | 5  | 3  | 6  | 8  | 7  | 3  | 3  | 2  | 2  | 1  | 1  | 1  | 2  | 2  | 3  | 2  | 3  | 2  | 3  | 4  | 3  |
| Manta                 | 12 | 10 | 10 | 8  | 9  | 10 | 10 | 10 | 10 | 10 | 10 | 10 | 6  | 8  | 9  | 7  | 9  | 7  | 6  | 4  | 3  | 4  |
| América de Quito      | 9  | 11 | 9  | 9  | 5  | 3  | 5  | 5  | 5  | 3  | 2  | 2  | 2  | 3  | 4  | 4  | 4  | 5  | 5  | 6  | 5  | 5  |
| Liga de Portoviejo    | 3  | 3  | 2  | 5  | 4  | 1  | 1  | 1  | 3  | 4  | 5  | 6  | 10 | 7  | 5  | 6  | 5  | 4  | 4  | 5  | 6  | 6  |
| Santa Rita            | 5  | 1  | 1  | 1  | 3  | 6  | 7  | 7  | 6  | 7  | 7  | 7  | 8  | 6  | 8  | 9  | 6  | 6  | 7  | 7  | 7  | 7  |
| Gualaceo              | 4  | 7  | 6  | 3  | 6  | 4  | 6  | 6  | 7  | 6  | 4  | 4  | 7  | 5  | 7  | 8  | 8  | 9  | 9  | 9  | 8  | 8  |
| Imbabura              | 6  | 4  | 7  | 4  | 2  | 5  | 2  | 2  | 4  | 5  | 6  | 9  | 5  | 9  | 10 | 10 | 10 | 10 | 10 | 10 | 10 | 9  |
| Mushuc Runa           | 7  | 8  | 8  | 7  | 7  | 8  | 8  | 8  | 8  | 9  | 9  | 5  | 9  | 10 | 6  | 5  | 7  | 8  | 8  | 8  | 9  | 10 |
| Liga de Loja          | 2  | 6  | 5  | 10 | 10 | 11 | 11 | 11 | 11 | 11 | 11 | 11 | 11 | 11 | 11 | 11 | 11 | 11 | 11 | 11 | 11 | 11 |
| Colón                 | 11 | 12 | 12 | 11 | 12 | 12 | 12 | 12 | 12 | 12 | 12 | 12 | 12 | 12 | 12 | 12 | 12 | 12 | 12 | 12 | 12 | 12 |

### Resultados
|  | América de Quito   | 1 - 2 Archivado el 26 de julio de 2017 en Wayback Machine.                                              | Aucas                 |  | Olímpico Atahualpa | 21 de julio | 16:30 | No tiene |
|  | Liga de Loja       | 2 - 1 (enlace roto disponible en Internet Archive; véase el historial, la primera versión y la última). | Olmedo                |  | Reina del Cisne    | 21 de julio | 19:30 | No tiene |
|  | Mushuc Runa        | 0 - 0 Archivado el 25 de julio de 2017 en Wayback Machine.                                              | Imbabura              |  | Bellavista         | 22 de julio | 15:00 | No tiene |
|  | Santa Rita         | 1 - 0 Archivado el 25 de julio de 2017 en Wayback Machine.                                              | Manta                 |  | 14 de Junio        | 22 de julio | 15:30 |          |
|  | Liga de Portoviejo | 1 - 0 Archivado el 25 de julio de 2017 en Wayback Machine.                                              | Técnico Universitario |  | Reales Tamarindos  | 22 de julio | 20:00 |          |
|  | Gualaceo           | 1 - 0 Archivado el 26 de julio de 2017 en Wayback Machine.                                              | Colón                 |  | Gerardo León Pozo  | 23 de julio | 16:00 | No tiene |

|  | Manta                 | 0 - 0 Archivado el 2 de agosto de 2017 en Wayback Machine. | Mushuc Runa        |  | Jocay                | 29 de julio | 12:00 |          |
|  | Técnico Universitario | 3 - 1 Archivado el 2 de agosto de 2017 en Wayback Machine. | América de Quito   |  | Bellavista           | 29 de julio | 16:00 |          |
|  | Colón                 | 0 - 3 Archivado el 2 de agosto de 2017 en Wayback Machine. | Santa Rita         |  | Baltazar Guevara     | 29 de julio | 16:00 | No tiene |
|  | Imbabura              | 1 - 0 Archivado el 2 de agosto de 2017 en Wayback Machine. | Gualaceo           |  | Olímpico (Ibarra)    | 29 de julio | 16:00 | No tiene |
|  | Aucas                 | 1 - 0 Archivado el 2 de agosto de 2017 en Wayback Machine. | Liga de Loja       |  | Gonzalo Pozo Ripalda | 30 de julio | 12:00 | No tiene |
|  | Olmedo                | 3 - 3 Archivado el 2 de agosto de 2017 en Wayback Machine. | Liga de Portoviejo |  | Olímpico (Riobamba)  | 30 de julio | 12:00 | No tiene |

|  | Liga de Loja       | 2 - 2 Archivado el 8 de agosto de 2017 en Wayback Machine. | Colón                 |  | Reina del Cisne      | 4 de agosto | 19:30 | No tiene |
|  | Santa Rita         | 2 - 0 Archivado el 8 de agosto de 2017 en Wayback Machine. | Imbabura              |  | 14 de Junio          | 5 de agosto | 15:30 |          |
|  | Mushuc Runa        | 0 - 0 Archivado el 8 de agosto de 2017 en Wayback Machine. | Gualaceo              |  | Bellavista           | 5 de agosto | 16:00 | No tiene |
|  | Liga de Portoviejo | 2 - 1 Archivado el 8 de agosto de 2017 en Wayback Machine. | Manta                 |  | Reales Tamarindos    | 5 de agosto | 20:00 |          |
|  | Aucas              | 2 - 3 Archivado el 8 de agosto de 2017 en Wayback Machine. | Técnico Universitario |  | Gonzalo Pozo Ripalda | 6 de agosto | 12:00 | No tiene |
|  | América de Quito   | 2 - 0 Archivado el 8 de agosto de 2017 en Wayback Machine. | Olmedo                |  | Olímpico Atahualpa   | 6 de agosto | 14:30 | No tiene |

|  | Manta                 | 3 - 1 Archivado el 14 de agosto de 2017 en Wayback Machine. | Liga de Loja       |  | Jocay                | 12 de agosto | 12:00 |          |
|  | Colón                 | 0 - 0 Archivado el 14 de agosto de 2017 en Wayback Machine. | América de Quito   |  | Baltazar Guevara     | 12 de agosto | 15:00 | No tiene |
|  | Imbabura              | 1 - 0 Archivado el 14 de agosto de 2017 en Wayback Machine. | Liga de Portoviejo |  | Municipal de Otavalo | 12 de agosto | 15:00 | No tiene |
|  | Técnico Universitario | 0 - 1 Archivado el 14 de agosto de 2017 en Wayback Machine. | Mushuc Runa        |  | Bellavista           | 12 de agosto | 16:00 |          |
|  | Olmedo                | 0 - 1                                                       | Aucas              |  | Timoteo Machado      | 13 de agosto | 12:00 | No tiene |
|  | Gualaceo              | 1 - 0 Archivado el 15 de agosto de 2017 en Wayback Machine. | Santa Rita         |  | Gerardo León Pozo    | 13 de agosto | 16:00 | No tiene |

|  | Liga de Loja          | 0 - 1 Archivado el 29 de agosto de 2017 en Wayback Machine. | Imbabura    |  | Reina del Cisne      | 18 de agosto     | 19:30 | No tiene |
|  | Técnico Universitario | 1 - 2 Archivado el 29 de agosto de 2017 en Wayback Machine. | Olmedo      |  | Bellavista           | 19 de agosto     | 16:00 |          |
|  | Liga de Portoviejo    | 1 - 0 Archivado el 29 de agosto de 2017 en Wayback Machine. | Gualaceo    |  | Reales Tamarindos    | 19 de agosto     | 16:00 | No tiene |
|  | Aucas                 | 2 - 1 Archivado el 29 de agosto de 2017 en Wayback Machine. | Colón       |  | Gonzalo Pozo Ripalda | 20 de agosto     | 12:00 | No tiene |
|  | América de Quito      | 2 - 0 Archivado el 29 de agosto de 2017 en Wayback Machine. | Manta       |  | Olímpico Atahualpa   | 20 de agosto     | 14:30 |          |
|  | Santa Rita            | 1 - 1                                                       | Mushuc Runa |  | 14 de Junio          | 27 de septiembre | 12:00 | No tiene |

|  | Manta       | 1 - 1 Archivado el 29 de agosto de 2017 en Wayback Machine. | Aucas                 |  | Jocay                | 26 de agosto | 12:00 |          |
|  | Mushuc Runa | 1 - 2 Archivado el 29 de agosto de 2017 en Wayback Machine. | Liga de Portoviejo    |  | Bellavista           | 26 de agosto | 12:00 |          |
|  | Colón       | 0 - 2 Archivado el 29 de agosto de 2017 en Wayback Machine. | Técnico Universitario |  | Baltazar Guevara     | 26 de agosto | 15:00 | No tiene |
|  | Imbabura    | 0 - 1 Archivado el 29 de agosto de 2017 en Wayback Machine. | América de Quito      |  | Municipal de Otavalo | 26 de agosto | 15:00 | No tiene |
|  | Olmedo      | 1 - 0 Archivado el 29 de agosto de 2017 en Wayback Machine. | Santa Rita            |  | Olímpico (Riobamba)  | 26 de agosto | 16:00 | No tiene |
|  | Gualaceo    | 1 - 0 Archivado el 29 de agosto de 2017 en Wayback Machine. | Liga de Loja          |  | Gerardo León Pozo    | 26 de agosto | 16:00 | No tiene |

|  | América de Quito      | 3 - 3 Archivado el 31 de agosto de 2017 en Wayback Machine. | Gualaceo    |  | Olímpico Atahualpa   | 30 de agosto | 12:00 | No tiene |
|  | Olmedo                | 2 - 0 Archivado el 31 de agosto de 2017 en Wayback Machine. | Colón       |  | Olímpico (Riobamba)  | 30 de agosto | 16:00 | No tiene |
|  | Liga de Portoviejo    | 0 - 0 Archivado el 31 de agosto de 2017 en Wayback Machine. | Santa Rita  |  | Reales Tamarindos    | 30 de agosto | 16:00 |          |
|  | Aucas                 | 1 - 2 Archivado el 31 de agosto de 2017 en Wayback Machine. | Imbabura    |  | Gonzalo Pozo Ripalda | 30 de agosto | 19:00 |          |
|  | Técnico Universitario | 3 - 2                                                       | Manta       |  | Bellavista           | 30 de agosto | 19:30 |          |
|  | Liga de Loja          | 1 - 2 Archivado el 31 de agosto de 2017 en Wayback Machine. | Mushuc Runa |  | Reina del Cisne      | 30 de agosto | 19:30 | No tiene |

|  | Manta       | 2 - 0 Archivado el 5 de septiembre de 2017 en Wayback Machine. | Olmedo                |  | Jocay                | 2 de septiembre | 16:00 | No tiene |
|  | Imbabura    | 1 - 1 Archivado el 5 de septiembre de 2017 en Wayback Machine. | Técnico Universitario |  | Municipal de Otavalo | 3 de septiembre | 11:30 |          |
|  | Mushuc Runa | 1 - 1 Archivado el 5 de septiembre de 2017 en Wayback Machine. | América de Quito      |  | Bellavista           | 3 de septiembre | 12:00 | No tiene |
|  | Santa Rita  | 1 - 1 Archivado el 5 de septiembre de 2017 en Wayback Machine. | Liga de Loja          |  | 14 de Junio          | 3 de septiembre | 14:00 | No tiene |
|  | Colón       | 0 - 0 Archivado el 5 de septiembre de 2017 en Wayback Machine. | Liga de Portoviejo    |  | Baltazar Guevara     | 3 de septiembre | 15:00 | No tiene |
|  | Gualaceo    | 0 - 0 Archivado el 5 de septiembre de 2017 en Wayback Machine. | Aucas                 |  | Gerardo León Pozo    | 3 de septiembre | 16:00 | No tiene |

|  | Liga de Loja          | 4 - 3 Archivado el 12 de septiembre de 2017 en Wayback Machine. | Liga de Portoviejo |  | Reina del Cisne      | 8 de septiembre  | 19:30 | No tiene |
|  | Técnico Universitario | 2 - 1 Archivado el 12 de septiembre de 2017 en Wayback Machine. | Gualaceo           |  | Bellavista           | 8 de septiembre  | 19:30 |          |
|  | Colón                 | 1 - 1 Archivado el 12 de septiembre de 2017 en Wayback Machine. | Manta              |  | Baltazar Guevara     | 9 de septiembre  | 15:00 |          |
|  | América de Quito      | 1 - 1 Archivado el 12 de septiembre de 2017 en Wayback Machine. | Santa Rita         |  | Olímpico Atahualpa   | 10 de septiembre | 09:30 | No tiene |
|  | Aucas                 | 1 - 0 Archivado el 12 de septiembre de 2017 en Wayback Machine. | Mushuc Runa        |  | Gonzalo Pozo Ripalda | 10 de septiembre | 12:00 | No tiene |
|  | Olmedo                | 2 - 2 Archivado el 12 de septiembre de 2017 en Wayback Machine. | Imbabura           |  | Olímpico (Riobamba)  | 10 de septiembre | 12:00 | No tiene |

|  | Liga de Loja       | 0 - 1                                                           | América de Quito      |  | Reina del Cisne      | 15 de septiembre | 19:30 | No tiene |
|  | Imbabura           | 0 - 0                                                           | Colón                 |  | Municipal de Otavalo | 16 de septiembre | 15:00 | No tiene |
|  | Santa Rita         | 1 - 1 Archivado el 20 de septiembre de 2017 en Wayback Machine. | Técnico Universitario |  | 14 de Junio          | 16 de septiembre | 15:30 |          |
|  | Mushuc Runa        | 1 - 3 Archivado el 20 de septiembre de 2017 en Wayback Machine. | Olmedo                |  | Bellavista           | 16 de septiembre | 16:00 | No tiene |
|  | Liga de Portoviejo | 0 - 0                                                           | Aucas                 |  | Reales Tamarindos    | 16 de septiembre | 20:00 |          |
|  | Gualaceo           | 1 - 0                                                           | Manta                 |  | Gerardo León Pozo    | 17 de septiembre | 16:00 | No tiene |

|  | Técnico Universitario | 1 - 0 Archivado el 26 de septiembre de 2017 en Wayback Machine. | Liga de Loja       |  | Bellavista           | 22 de septiembre | 20:00 |          |
|  | Manta                 | 3 - 1 Archivado el 26 de septiembre de 2017 en Wayback Machine. | Imbabura           |  | Jocay                | 23 de septiembre | 12:00 | No tiene |
|  | Colón                 | 2 - 3                                                           | Mushuc Runa        |  | Baltazar Guevara     | 23 de septiembre | 13:00 | No tiene |
|  | América de Quito      | 3 - 1                                                           | Liga de Portoviejo |  | Olímpico Atahualpa   | 24 de septiembre | 09:30 |          |
|  | Olmedo                | 0 - 1                                                           | Gualaceo           |  | Olímpico (Riobamba)  | 24 de septiembre | 12:00 | No tiene |
|  | Aucas                 | 1 - 1                                                           | Santa Rita         |  | Gonzalo Pozo Ripalda | 24 de septiembre | 12:00 | No tiene |

|  | Liga de Loja       | 1 - 3 Archivado el 5 de octubre de 2017 en Wayback Machine. | Técnico Universitario |  | Reina del Cisne      | 29 de septiembre | 19:30 | No tiene |
|  | Imbabura           | 0 - 2 Archivado el 5 de octubre de 2017 en Wayback Machine. | Manta                 |  | Municipal de Otavalo | 30 de septiembre | 15:00 | No tiene |
|  | Santa Rita         | 1 - 1 Archivado el 5 de octubre de 2017 en Wayback Machine. | Aucas                 |  | 14 de Junio          | 30 de septiembre | 15:30 |          |
|  | Liga de Portoviejo | 1 - 1 Archivado el 5 de octubre de 2017 en Wayback Machine. | América de Quito      |  | Reales Tamarindos    | 30 de septiembre | 20:00 |          |
|  | Mushuc Runa        | 2 - 0 Archivado el 5 de octubre de 2017 en Wayback Machine. | Colón                 |  | Bellavista           | 1 de octubre     | 12:00 | No tiene |
|  | Gualaceo           | 0 - 1 Archivado el 5 de octubre de 2017 en Wayback Machine. | Olmedo                |  | Gerardo León Pozo    | 1 de octubre     | 16:00 | No tiene |

|  | Técnico Universitario | 0 - 0                                                        | Santa Rita         |  | Bellavista           | 6 de octubre | 20:00 |          |
|  | Manta                 | 3 - 0                                                        | Gualaceo           |  | Jocay                | 7 de octubre | 12:00 | No tiene |
|  | Colón                 | 0 - 1                                                        | Imbabura           |  | Baltazar Guevara     | 7 de octubre | 13:00 | No tiene |
|  | América de Quito      | 1 - 0                                                        | Liga de Loja       |  | Olímpico Atahualpa   | 7 de octubre | 13:30 | No tiene |
|  | Aucas                 | 4 - 0 Archivado el 11 de octubre de 2017 en Wayback Machine. | Liga de Portoviejo |  | Gonzalo Pozo Ripalda | 8 de octubre | 12:00 |          |
|  | Olmedo                | 2 - 1                                                        | Mushuc Runa        |  | Olímpico (Riobamba)  | 8 de octubre | 12:00 | No tiene |

|  | Imbabura           | 1 - 3 Archivado el 17 de octubre de 2017 en Wayback Machine. | Olmedo                |  | Olímpico (Ibarra) | 14 de octubre | 11:00 | No tiene |
|  | Santa Rita         | 2 - 1 Archivado el 17 de octubre de 2017 en Wayback Machine. | América de Quito      |  | 14 de Junio       | 14 de octubre | 15:30 | No tiene |
|  | Liga de Portoviejo | 2 - 1 Archivado el 17 de octubre de 2017 en Wayback Machine. | Liga de Loja          |  | Reales Tamarindos | 14 de octubre | 16:00 | No tiene |
|  | Mushuc Runa        | 2 - 2 Archivado el 17 de octubre de 2017 en Wayback Machine. | Aucas                 |  | Bellavista        | 14 de octubre | 16:00 | No tiene |
|  | Manta              | 0 - 0                                                        | Colón                 |  | Jocay             | 15 de octubre | 12:00 | No tiene |
|  | Gualaceo           | 3 - 0                                                        | Técnico Universitario |  | Gerardo León Pozo | 15 de octubre | 16:00 |          |

|  | Técnico Universitario | 3 - 1 Archivado el 24 de octubre de 2017 en Wayback Machine. | Imbabura    |  | Bellavista           | 20 de octubre | 20:00 |          |
|  | Aucas                 | 3 - 2 Archivado el 24 de octubre de 2017 en Wayback Machine. | Gualaceo    |  | Gonzalo Pozo Ripalda | 21 de octubre | 12:00 |          |
|  | Liga de Loja          | 3 - 1 Archivado el 24 de octubre de 2017 en Wayback Machine. | Santa Rita  |  | Reina del Cisne      | 21 de octubre | 13:00 |          |
|  | Olmedo                | 2 - 1 Archivado el 24 de octubre de 2017 en Wayback Machine. | Manta       |  | Olímpico (Riobamba)  | 21 de octubre | 16:00 | No tiene |
|  | Liga de Portoviejo    | 2 - 0 Archivado el 24 de octubre de 2017 en Wayback Machine. | Colón       |  | Reales Tamarindos    | 21 de octubre | 16:00 | No tiene |
|  | América de Quito      | 1 - 2 Archivado el 24 de octubre de 2017 en Wayback Machine. | Mushuc Runa |  | Olímpico Atahualpa   | 22 de octubre | 09:30 | No tiene |

|  | Manta       | 2 - 0 Archivado el 30 de octubre de 2017 en Wayback Machine.  | Técnico Universitario |  | Jocay             | 25 de octubre | 12:00 |          |
|  | Mushuc Runa | 2 - 1 Archivado el 30 de octubre de 2017 en Wayback Machine.  | Liga de Loja          |  | Bellavista        | 25 de octubre | 12:00 | No tiene |
|  | Colón       | 1 - 2 Archivado el 7 de noviembre de 2017 en Wayback Machine. | Olmedo                |  | Baltazar Guevara  | 25 de octubre | 13:00 | No tiene |
|  | Santa Rita  | 0 - 0 Archivado el 30 de octubre de 2017 en Wayback Machine.  | Liga de Portoviejo    |  | 14 de Junio       | 25 de octubre | 16:00 | No tiene |
|  | Imbabura    | 1 - 2 Archivado el 30 de octubre de 2017 en Wayback Machine.  | Aucas                 |  | Olímpico (Ibarra) | 25 de octubre | 16:00 |          |
|  | Gualaceo    | 1 - 1 Archivado el 30 de octubre de 2017 en Wayback Machine.  | América de Quito      |  | Gerardo León Pozo | 25 de octubre | 16:15 | No tiene |

|  | Santa Rita            | 1 - 0 Archivado el 7 de noviembre de 2017 en Wayback Machine. | Olmedo      |  | 14 de Junio          | 28 de octubre | 15:30 | No tiene |
|  | Liga de Portoviejo    | 1 - 0 Archivado el 7 de noviembre de 2017 en Wayback Machine. | Mushuc Runa |  | Reales Tamarindos    | 28 de octubre | 16:00 | No tiene |
|  | Técnico Universitario | 2 - 0 Archivado el 4 de noviembre de 2017 en Wayback Machine. | Colón       |  | Bellavista           | 28 de octubre | 19:00 |          |
|  | América de Quito      | 3 - 1 Archivado el 7 de noviembre de 2017 en Wayback Machine. | Imbabura    |  | Olímpico Atahualpa   | 29 de octubre | 09:30 |          |
|  | Aucas                 | 2 - 0 Archivado el 4 de noviembre de 2017 en Wayback Machine. | Manta       |  | Gonzalo Pozo Ripalda | 29 de octubre | 12:00 | No tiene |
|  | Liga de Loja          | 0 - 0 Archivado el 7 de noviembre de 2017 en Wayback Machine. | Gualaceo    |  | Reina del Cisne      | 29 de octubre | 13:00 | No tiene |

|  | Manta       | 1 - 0 Archivado el 7 de noviembre de 2017 en Wayback Machine. | América de Quito      |  | Jocay               | 4 de noviembre | 12:00 | No tiene |
|  | Mushuc Runa | 0 - 2 Archivado el 6 de noviembre de 2017 en Wayback Machine. | Santa Rita            |  | Bellavista          | 4 de noviembre | 12:00 | No tiene |
|  | Colón       | 0 - 2 Archivado el 6 de noviembre de 2017 en Wayback Machine. | Aucas                 |  | Baltazar Guevara    | 4 de noviembre | 13:00 |          |
|  | Imbabura    | 0 - 1 Archivado el 7 de noviembre de 2017 en Wayback Machine. | Liga de Loja          |  | Olímpico (Ibarra)   | 4 de noviembre | 16:00 | No tiene |
|  | Olmedo      | 1 - 0 Archivado el 7 de noviembre de 2017 en Wayback Machine. | Técnico Universitario |  | Olímpico (Riobamba) | 5 de noviembre | 12:00 |          |
|  | Gualaceo    | 0 - 2 Archivado el 7 de noviembre de 2017 en Wayback Machine. | Liga de Portoviejo    |  | Gerardo León Pozo   | 5 de noviembre | 16:00 | No tiene |

|  | América de Quito   | 2 - 0 Archivado el 13 de noviembre de 2017 en Wayback Machine. | Colón                 |  | Olímpico Atahualpa   | 10 de noviembre | 17:00 |          |
|  | Liga de Loja       | 1 - 2 Archivado el 14 de noviembre de 2017 en Wayback Machine. | Manta                 |  | Reina del Cisne      | 11 de noviembre | 15:00 | No tiene |
|  | Santa Rita         | 1 - 1 Archivado el 14 de noviembre de 2017 en Wayback Machine. | Gualaceo              |  | 14 de Junio          | 11 de noviembre | 15:30 | No tiene |
|  | Mushuc Runa        | 1 - 2 Archivado el 14 de noviembre de 2017 en Wayback Machine. | Técnico Universitario |  | Bellavista           | 11 de noviembre | 16:00 | No tiene |
|  | Liga de Portoviejo | 1 - 1 Archivado el 14 de noviembre de 2017 en Wayback Machine. | Imbabura              |  | Reales Tamarindos    | 11 de noviembre | 16:00 |          |
|  | Aucas              | 2 - 1 Archivado el 14 de noviembre de 2017 en Wayback Machine. | Olmedo                |  | Gonzalo Pozo Ripalda | 12 de noviembre | 12:00 | No tiene |

|  | Manta                 | 2 - 0 Archivado el 22 de noviembre de 2017 en Wayback Machine. | Liga de Portoviejo |  | Jocay               | 18 de noviembre | 12:00 |          |
|  | Colón                 | 0 - 2 Archivado el 22 de noviembre de 2017 en Wayback Machine. | Liga de Loja       |  | Baltazar Guevara    | 18 de noviembre | 13:00 | No tiene |
|  | Imbabura              | 1 - 0 Archivado el 22 de noviembre de 2017 en Wayback Machine. | Santa Rita         |  | Olímpico (Ibarra)   | 18 de noviembre | 16:00 | No tiene |
|  | Técnico Universitario | 0 - 1 Archivado el 22 de noviembre de 2017 en Wayback Machine. | Aucas              |  | Bellavista          | 18 de noviembre | 19:30 |          |
|  | Olmedo                | 1 - 0 Archivado el 22 de noviembre de 2017 en Wayback Machine. | América de Quito   |  | Olímpico (Riobamba) | 19 de noviembre | 12:00 | No tiene |
|  | Gualaceo              | 0 - 0 Archivado el 22 de noviembre de 2017 en Wayback Machine. | Mushuc Runa        |  | Gerardo León Pozo   | 19 de noviembre | 16:00 | No tiene |

|  | Liga de Loja       | 3 - 1 Archivado el 29 de noviembre de 2017 en Wayback Machine. | Aucas                 |  | Reina del Cisne    | 25 de noviembre | 12:00 |          |
|  | América de Quito   | 1 - 1 Archivado el 29 de noviembre de 2017 en Wayback Machine. | Técnico Universitario |  | Olímpico Atahualpa | 25 de noviembre | 12:00 |          |
|  | Santa Rita         | 3 - 3 Archivado el 29 de noviembre de 2017 en Wayback Machine. | Colón                 |  | 14 de Junio        | 25 de noviembre | 15:30 | No tiene |
|  | Liga de Portoviejo | 0 - 3 Archivado el 29 de noviembre de 2017 en Wayback Machine. | Olmedo                |  | Reales Tamarindos  | 25 de noviembre | 16:00 | No tiene |
|  | Mushuc Runa        | 0 - 1 Archivado el 29 de noviembre de 2017 en Wayback Machine. | Manta                 |  | Bellavista         | 25 de noviembre | 16:00 | No tiene |
|  | Gualaceo           | 1 - 1 Archivado el 29 de noviembre de 2017 en Wayback Machine. | Imbabura              |  | Gerardo León Pozo  | 25 de noviembre | 16:00 | No tiene |

|  | Colón                     | 1 - 2 Archivado el 2 de diciembre de 2017 en Wayback Machine. | Gualaceo           |  | Baltazar Guevara     | 29 de noviembre | 13:00 | No tiene |
|  | Manta                     | 0 - 0 Archivado el 2 de diciembre de 2017 en Wayback Machine. | Santa Rita         |  | Jocay                | 29 de noviembre | 14:00 | No tiene |
|  | Imbabura                  | 6 - 3 Archivado el 2 de diciembre de 2017 en Wayback Machine. | Mushuc Runa        |  | Olímpico (Ibarra)    | 29 de noviembre | 14:00 | No tiene |
|  | Olmedo                    | 1 - 0 Archivado el 2 de diciembre de 2017 en Wayback Machine. | Liga de Loja       |  | Timoteo Machado      | 29 de noviembre | 15:00 | No tiene |
|  | Aucas                     | 1 - 0 Archivado el 2 de diciembre de 2017 en Wayback Machine. | América de Quito   |  | Gonzalo Pozo Ripalda | 29 de noviembre | 19:30 |          |
|  | Técnico Universitario (C) | 4 - 3 Archivado el 2 de diciembre de 2017 en Wayback Machine. | Liga de Portoviejo |  | Bellavista           | 29 de noviembre | 19:30 |          |

### Asistencia por equipos
La tabla siguiente muestra la cantidad de espectadores de local que acumuló cada equipo en sus respectivos partidos. Se asigna en su totalidad el mismo número a ambos protagonistas de un juego. Las estadísticas se toman de las taquillas oficiales entregadas por FEF.
| Pos | Equipo                | Asist  | PJ | Prom |
| --- | --------------------- | ------ | -- | ---- |
| 1   | Aucas                 | 40 983 | 11 | 3725 |
| 2   | Técnico Universitario | 32 047 | 11 | 2913 |
| 3   | Olmedo                | 9970   | 11 | 906  |
| 4   | Liga de Portoviejo    | 9888   | 11 | 898  |
| 5   | Liga de Loja          | 9796   | 11 | 890  |
| 6   | Santa Rita            | 9661   | 11 | 878  |
| 7   | Mushuc Runa           | 6365   | 11 | 578  |
| 8   | Gualaceo              | 3746   | 11 | 340  |
| 9   | Imbabura              | 2504   | 11 | 227  |
| 10  | Colón                 | 1069   | 8  | 133  |
| 11  | Manta                 | 909    | 7  | 129  |
| 12  | América de Quito      | 663    | 2  | 331  |

 Pos.=Posición; Asist.=Asistentes; P.J.=Partidos jugados.

## Tabla acumulada

### Clasificación
|  |     | Equipo                    | PJ | PG | PE | PP | GF | GC | DG  | PTS |
|  | --- | ------------------------- | -- | -- | -- | -- | -- | -- | --- | --- |
|  | 1.  | Técnico Universitario (C) | 44 | 24 | 7  | 13 | 69 | 45 | +24 | 79  |
|  | 2.  | Aucas                     | 44 | 23 | 9  | 12 | 67 | 50 | +17 | 78  |
|  | 3.  | Santa Rita                | 44 | 18 | 16 | 10 | 47 | 35 | +12 | 70  |
|  | 4.  | Olmedo                    | 44 | 22 | 5  | 17 | 53 | 47 | +6  | 70  |
|  | 5.  | Liga de Portoviejo        | 44 | 17 | 13 | 14 | 45 | 45 | 0   | 64  |
|  | 6.  | Mushuc Runa               | 44 | 17 | 12 | 15 | 47 | 47 | 0   | 63  |
|  | 7.  | Gualaceo                  | 44 | 17 | 11 | 16 | 51 | 50 | +1  | 62  |
|  | 8.  | Liga de Loja              | 44 | 18 | 7  | 19 | 53 | 51 | +2  | 57  |
|  | 9.  | América de Quito          | 44 | 13 | 13 | 18 | 42 | 50 | −8  | 52  |
|  | 10. | Manta                     | 44 | 13 | 8  | 23 | 48 | 62 | −14 | 47  |
|  | 11. | Imbabura                  | 44 | 11 | 14 | 19 | 40 | 55 | −15 | 47  |
|  | 12. | Colón                     | 44 | 6  | 15 | 23 | 32 | 57 | −25 | 33  |

|  | Ascendido a la Serie A 2018 y clasificado al repechaje por la Copa Sudamericana 2018. |
|  | Ascendido a la Serie A 2018.                                                          |
|  | Descendidos a la Segunda Categoría 2018.                                              |

### Evolución de la clasificación general
| Equipo / Fecha        | 23 | 24 | 25 | 26 | 27 | 28 | 29 | 30 | 31 | 32 | 33 | 34 | 35 | 36 | 37 | 38 | 39 | 40 | 41 | 42 | 43 | 44 |
| --------------------- | -- | -- | -- | -- | -- | -- | -- | -- | -- | -- | -- | -- | -- | -- | -- | -- | -- | -- | -- | -- | -- | -- |
| Técnico Universitario | 2  | 2  | 2  | 2  | 2  | 1  | 1  | 1  | 1  | 1  | 1  | 1  | 1  | 1  | 1  | 1  | 1  | 1  | 1  | 1  | 1  | 1  |
| Aucas                 | 6  | 5  | 6  | 4  | 4  | 4  | 5  | 5  | 3  | 3  | 3  | 4  | 3  | 3  | 2  | 2  | 2  | 2  | 2  | 2  | 2  | 2  |
| Santa Rita            | 1  | 1  | 1  | 1  | 1  | 2  | 2  | 2  | 2  | 2  | 2  | 2  | 2  | 2  | 3  | 4  | 3  | 3  | 3  | 3  | 3  | 3  |
| Olmedo                | 8  | 8  | 8  | 8  | 8  | 8  | 8  | 8  | 8  | 8  | 8  | 7  | 7  | 7  | 6  | 5  | 6  | 6  | 6  | 5  | 4  | 4  |
| Liga de Portoviejo    | 5  | 6  | 5  | 7  | 5  | 3  | 4  | 4  | 4  | 4  | 6  | 6  | 6  | 6  | 5  | 6  | 5  | 4  | 4  | 4  | 5  | 5  |
| Mushuc Runa           | 4  | 3  | 3  | 3  | 3  | 5  | 3  | 3  | 5  | 5  | 4  | 3  | 4  | 4  | 4  | 3  | 4  | 5  | 5  | 6  | 6  | 6  |
| Gualaceo              | 7  | 7  | 7  | 6  | 7  | 6  | 6  | 6  | 6  | 6  | 5  | 5  | 5  | 5  | 7  | 7  | 7  | 7  | 7  | 7  | 7  | 7  |
| Liga de Loja          | 3  | 4  | 4  | 5  | 6  | 7  | 7  | 7  | 7  | 7  | 7  | 8  | 8  | 8  | 8  | 8  | 8  | 8  | 8  | 8  | 8  | 8  |
| América de Quito      | 11 | 11 | 11 | 11 | 11 | 9  | 10 | 10 | 10 | 9  | 9  | 9  | 9  | 9  | 9  | 9  | 9  | 9  | 9  | 9  | 9  | 9  |
| Manta                 | 12 | 12 | 12 | 12 | 12 | 12 | 12 | 12 | 12 | 12 | 12 | 12 | 12 | 12 | 12 | 11 | 11 | 11 | 10 | 10 | 10 | 10 |
| Imbabura              | 10 | 10 | 10 | 10 | 9  | 10 | 9  | 9  | 9  | 10 | 10 | 10 | 10 | 10 | 10 | 10 | 10 | 10 | 11 | 11 | 11 | 11 |
| Colón                 | 9  | 9  | 9  | 9  | 10 | 11 | 11 | 11 | 11 | 11 | 11 | 11 | 11 | 11 | 11 | 12 | 12 | 12 | 12 | 12 | 12 | 12 |

### Campeón
|                                                             |
| Club Técnico Universitario 6.° título Ascendió a la Serie A |
| También ascendió Sociedad Deportiva Aucas como subcampeón.  |

## Clasificación a la Copa Sudamericana 2018
| Equipos               | Vía de clasificación                    |
| --------------------- | --------------------------------------- |
| Liga de Quito         | 8.° lugar de la tabla acumulada Serie A |
| Técnico Universitario | Campeón de la Serie B                   |

### Ida
| 13 de diciembre de 2017, 20:00 | Técnico Universitario | 1:2 (1:0)         | Liga de Quito                | Estadio Bellavista, Ambato                              |                                                         |
|                                | Armas 35' (pen.)      | Soccerway Reporte | Barcos 90' · Salaberry 90+3' | Asistencia: 13 800 espectadores Árbitro(s): Carlos Orbe | Asistencia: 13 800 espectadores Árbitro(s): Carlos Orbe |

### Vuelta
| 17 de diciembre de 2017, 11:30 | Liga de Quito                  | 3:3 (2:0)         | Técnico Universitario | Estadio Casa Blanca, Quito |                         |
|                                | Cevallos 14', 52' · Barcos 18' | Soccerway Reporte | Renato 61', 70', 76'  | Árbitro(s): Luis Quiroz    | Árbitro(s): Luis Quiroz |

- Liga Deportiva Universitaria ganó la serie por un global de 5 - 4.

|                                                                               |
|                                                                               |
| Liga Deportiva Universitaria Clasificado a Copa Sudamericana 2018 (Ecuador 4) |

## Goleadores
- Actualizado el 6 de diciembre de 2017.

| Jugador              | Equipo                |    | Partidos | Promedio | Minutos | Penalti |
| -------------------- | --------------------- | -- | -------- | -------- | ------- | ------- |
| 1. Edson Montaño     | Aucas                 | 20 | 36       | 0.56     | 2974    | 7       |
| 2. Jorge Detona      | Olmedo                | 19 | 36       | 0.53     | 2969    | 2       |
| 3. Diego Armas       | Técnico Universitario | 18 | 36       | 0.50     | 3040    | 7       |
| 4. Esteban Rivas     | Liga de Loja          | 16 | 29       | 0.55     | 2556    | 2       |
| 5. Arnaldo Gauna     | Santa Rita            | 16 | 40       | 0.40     | 3530    | 1       |
| 6. Christian Márquez | Colón                 | 15 | 31       | 0.48     | 2647    | 3       |
| 7. Fábio Renato      | Técnico Universitario | 15 | 41       | 0.37     | 2956    | 0       |
| 8. Enson Rodríguez   | Técnico Universitario | 14 | 35       | 0.40     | 2936    | 0       |
| 9. Waldemar Acosta   | Liga de Portoviejo    | 12 | 34       | 0.35     | 2671    | 0       |
| 10. Ángel Ledesma    | América de Quito      | 11 | 23       | 0.48     | 1944    | 3       |

### Tripletes, pokers o más
- Actualizado el 14 de octubre de 2017.

| Fecha      | Jugador           | Goles                 | Local        | Resultado | Visitante  |
| ---------- | ----------------- | --------------------- | ------------ | --------- | ---------- |
| 26/03/2017 | Jorge Detona      | 33' · 33' · 33'       | Olmedo       | 3 - 0     | Aucas      |
| 02/06/2017 | Fabrício Bagüí    | 33' · 33' · 33'       | Liga de Loja | 3 - 0     | Santa Rita |
| 18/06/2017 | Christian Márquez | 33' · 33' · 33' · 33' | Colón        | 5 - 0     | Aucas      |

## Máximos asistentes
Actualizado el 29 de noviembre de 2017.
| Jugador               | Equipo                | Asistencias |
| --------------------- | --------------------- | ----------- |
| 1. Juan José Govea    | Aucas                 | 13          |
| 2. Jorge Tello        | Técnico Universitario | 9           |
| 3. Mario Quintana     | Santa Rita            | 6           |
| 4. Diego Armas        | Técnico Universitario | 5           |
| 5. Enson Rodríguez    | Técnico Universitario | 5           |
| 6. Manuel Maciel      | Mushuc Runa           | 5           |
| 7. Fábio Renato       | Técnico Universitario | 5           |
| 8. Fabrício Bagüí     | Liga de Loja          | 4           |
| 9. Wellington Paredes | Olmedo                | 4           |
| 10. César Moreira     | Manta                 | 4           |